# Smaltatura per immersione
Con smaltatura per immersione s'intende il procedimento utile a rivestire un prodotto ceramico di una soluzione vetrosa opacizzante bianca (maiolica), oppure, se utile ad una successiva decorazione per piatti o oggetti che abbiano necessità di basi monocrome,  il rivestimento può essere di qualsiasi altro colore.

## Procedimento
Prima di procedere all'immersione nello smalto, l'oggetto è pulito per eliminare eventuale polvere. Per tenere il pezzo da immergere si possono utilizzare semplicemente le mani, più professionalmente con l'ausilio di pinze in metallo, in modo da limitare segni e successive imperfezioni che potrebbero emergere nella successiva cottura se non rifinite perfettamente.
Per una corretta smaltatura per immersione è necessario, prima di tutto, portare la soluzione d'acqua e smalto in sospensione agitando energicamente il tutto per alcuni minuti. Quando la sospensione risulta sufficientemente omogenea nella densità scelta, si procede all'immersione dell'oggetto.